# Gare de Merelbeke
La gare de Merelbeke (en néerlandais : station Merelbeke) est une gare ferroviaire belge de la ligne 50, de Bruxelles-Nord à Gand-Saint-Pierre, située à Gentbrugge, section de la ville de Gand, à proximité de Merelbeke, dans la province de Flandre-Orientale en Région flamande.
Elle est mise en service en 1871 par l'administration des chemins de fer de l'État belge. C'est une halte voyageurs de la Société nationale des chemins de fer belges (SNCB) desservie par des trains InterCity (IC), Suburbains (S), Omnibus (L) et d'Heure de pointe (P).

## Situation ferroviaire
Établie à 11 mètres d'altitude, la gare de Merelbeke est située au point kilométrique (PK) 52,795 de la ligne 50, de Bruxelles-Nord à Gand-Saint-Pierre, entre les gares ouvertes de Melle et de Gand-Saint-Pierre.

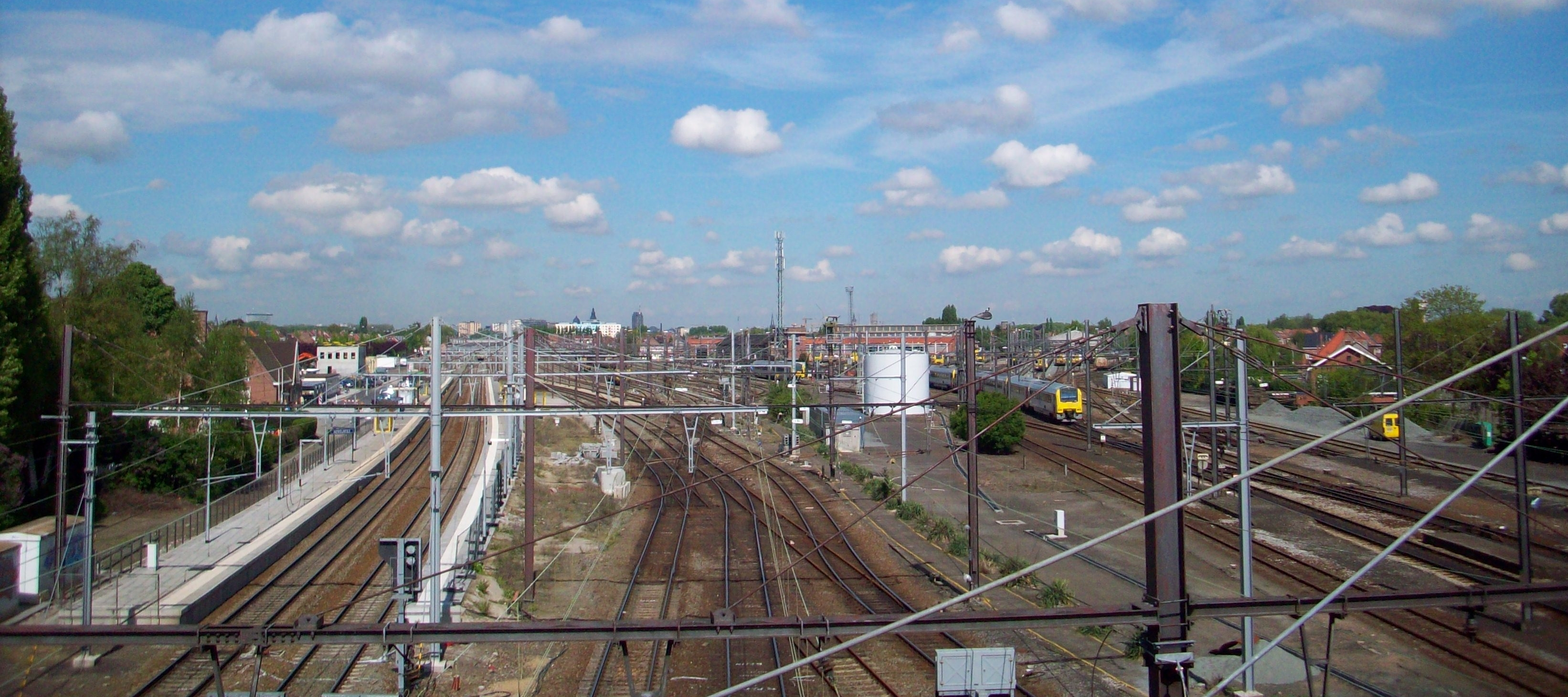
La gare dans son environnement ferroviaire.

## Histoire
La « station de Meirelbeke » est mise en service le 8 février 1871 par l’administration des chemins de fer de l’État belge. En 1885, les installations décrites par le sénateur Floribert Soupart (nl) ne consistent qu'en une baraque en planches et les plans d'un bâtiment de gare définitif sont déjà arrêtés, sans que sa construction ait pour autant débuté.
Un important dépôt ferroviaire s’y implantera, en remplacement du dépôt de Gand-Ledeberg.
La gare, prenant de l’importance, est dotée vers 1900 d’un grand bâtiment des recettes doté d’une aile de 12 travées et d’un corps de logis proche par son style de certaines gares standard (notamment celles de Schendelbeke et Bierghes).
En 1944, la gare et le dépôt sont bombardés ; le bâtiment de la gare et les maisons voisines sont détruites et remplacées après-guerre.
Depuis le 28 juin 2013, la gare est devenue un point d’arrêt et le guichet est définitivement fermé.

## Service des voyageurs

### Accueil
Halte SNCB, c'est un point d'arrêt non géré (PANG) à accès libre. Elle est équipée d'un automate pour l'achat de titres de transport. Des aménagements et équipements sont disponibles pour les personnes à la mobilité réduite.
La traversée des voies et le passage d'un quai à l'autre s'effectuent par un passage sous voies.

### Desserte
Merelbeke est desservie par des trains InterCity (IC), Suburbains (S52), Omnibus (L) et d'Heure de pointe (P) de la SNCB circulant sur les lignes commerciales 50, 53 et 122 (voir brochures SNCB,).

#### Semaine
La desserte contient trois services cadencés toutes les heures :
- des trains IC-20 effectuant le trajet Gand-Saint-Pierre - Alost - Bruxelles-Midi - Hasselt - Tongres ;
- des trains L entre Zeebrugge-Dorp et Malines (Zeebrugge-Plage durant les vacances) ;
- des trains S52 entre Gand-Saint-Pierre et Grammont.

Il existe aussi de nombreux trains P aux heures de pointe :
- un train P de Gand-Saint-Pierre à Alost, tôt le matin ;
- deux trains P de Renaix à Grammont, le matin ;
- un train P de Grammont à Audenarde, le matin ;
- un train P de Gare de Saint-Nicolas à Schaerbeek, le matin (afin d’éviter un rebroussement, ce train ne dessert pas Gand-Saint-Pierre) ;
- un train P de Termonde à Gand-Saint-Pierre, le matin ;
- un train P de Gand-Saint-Pierre à Schaerbeek, le matin ;
- un train P de Schaerbeek à Saint-Nicolas l’après-midi (ce train est le seul partant de Merelbeke qui ne dessert pas Gand-Saint-Pierre car il emprunte un raccordement vers Gentbrugge) ;
- un train P de Gand-Saint-Pierre à Termonde, l’après-midi ;
- un train P d'Audenarde à Grammont, l’après-midi ;
- deux trains P de Grammont à Renaix, en fin d’après-midi.

#### Week-ends et jours fériés
La desserte, moins étoffée, comprend deux relations cadencées à l’heure : des trains IC-20 effectuant le trajet Gand-Saint-Pierre - Alost - Bruxelles-Midi - Termonde - Lokeren et des trains L entre Gand-Saint-Pierre et Grammont.
Le dimanche soir, il existe également un unique train P en provenance de Poperinge à destination d'Heverlee.

### Intermodalité
Un parking pour les véhicules y est aménagé. Des bus De Lijn desservent la gare.

## Comptage voyageurs
Ce graphique et tableau montre le nombre de voyageurs embarquant en moyenne durant la semaine, le samedi et le dimanche.
| Nombre de passagers qui embarquent à la gare de Merelbeke | Nombre de passagers qui embarquent à la gare de Merelbeke | Nombre de passagers qui embarquent à la gare de Merelbeke | Nombre de passagers qui embarquent à la gare de Merelbeke |
|                                                           | Semaine                                                   | Samedi                                                    | Dimanche                                                  |
| --------------------------------------------------------- | --------------------------------------------------------- | --------------------------------------------------------- | --------------------------------------------------------- |
| 1977                                                      | 951                                                       | 200                                                       | 140                                                       |
| 1978                                                      | 865                                                       | 199                                                       | 167                                                       |
| 1979                                                      | 1 042                                                     | 198                                                       | 179                                                       |
| 1980                                                      | 1 043                                                     | 176                                                       | 162                                                       |
| 1981                                                      | 1 030                                                     | 191                                                       | 142                                                       |
| 1982                                                      | 1 193                                                     | 198                                                       | 142                                                       |
| 1983                                                      | 1 053                                                     | 185                                                       | 104                                                       |
| 1984                                                      | 1 155                                                     | 157                                                       | 120                                                       |
| 1985                                                      | 1 090                                                     | 193                                                       | 137                                                       |
| 1986                                                      | 916                                                       | 135                                                       | 89                                                        |
| 1987                                                      | 974                                                       | 161                                                       | 121                                                       |
| 1988                                                      | 989                                                       | 161                                                       | 126                                                       |
| 1989                                                      | 1 038                                                     | 119                                                       | 123                                                       |
| 1990                                                      | 118                                                       | 184                                                       | 87                                                        |
| 1991                                                      | 1 109                                                     | 165                                                       | 193                                                       |
| 1992                                                      | 1 101                                                     | 177                                                       | 153                                                       |
| 1993                                                      | 945                                                       | 142                                                       | 112                                                       |
| 1994                                                      | 941                                                       | 180                                                       | 77                                                        |
| 1995                                                      | 791                                                       | 120                                                       | 96                                                        |
| 1996                                                      | 903                                                       | 167                                                       | 145                                                       |
| 1997                                                      | 1 028                                                     | 139                                                       | 107                                                       |
| 1998                                                      | 952                                                       | 142                                                       | 160                                                       |
| 1999                                                      | 1 174                                                     | 218                                                       | 127                                                       |
| 2000                                                      | 846                                                       | 128                                                       | 114                                                       |
| 2001                                                      | 876                                                       | 136                                                       | 131                                                       |
| 2002                                                      | 885                                                       | 98                                                        | 101                                                       |
| 2003                                                      | 927                                                       | 160                                                       | 126                                                       |
| 2004                                                      | 755                                                       | 148                                                       | 90                                                        |
| 2005                                                      | 856                                                       | 161                                                       | 138                                                       |
| 2006                                                      | 1 023                                                     | 199                                                       | 179                                                       |
| 2007                                                      | 1 046                                                     | 170                                                       | 164                                                       |
| 2008                                                      | -                                                         | -                                                         | -                                                         |
| 2009                                                      | 850                                                       | 170                                                       | 150                                                       |
| 2010                                                      | -                                                         | -                                                         | -                                                         |
| 2011                                                      | -                                                         | -                                                         | -                                                         |
| 2012                                                      | 948                                                       | 188                                                       | 128                                                       |
| 2013                                                      | 884                                                       | 159                                                       | 123                                                       |
| 2014                                                      | 918                                                       | 182                                                       | 136                                                       |
| 2015                                                      | 832                                                       | 122                                                       | 140                                                       |
| 2016                                                      | 962                                                       | 160                                                       | 133                                                       |
| 2017                                                      | 841                                                       | 215                                                       | 255                                                       |
| 2018                                                      | 912                                                       | 179                                                       | 130                                                       |
| 2019                                                      | 828                                                       | 214                                                       | 149                                                       |
| 2020                                                      | 509                                                       | 148                                                       | 126                                                       |
| 2021                                                      | -                                                         | -                                                         | -                                                         |
| 2022                                                      | 749                                                       | 250                                                       | 252                                                       |
| 2023                                                      | 824                                                       | 185                                                       | 152                                                       |
| 2024                                                      | 839                                                       | 247                                                       | 243                                                       |

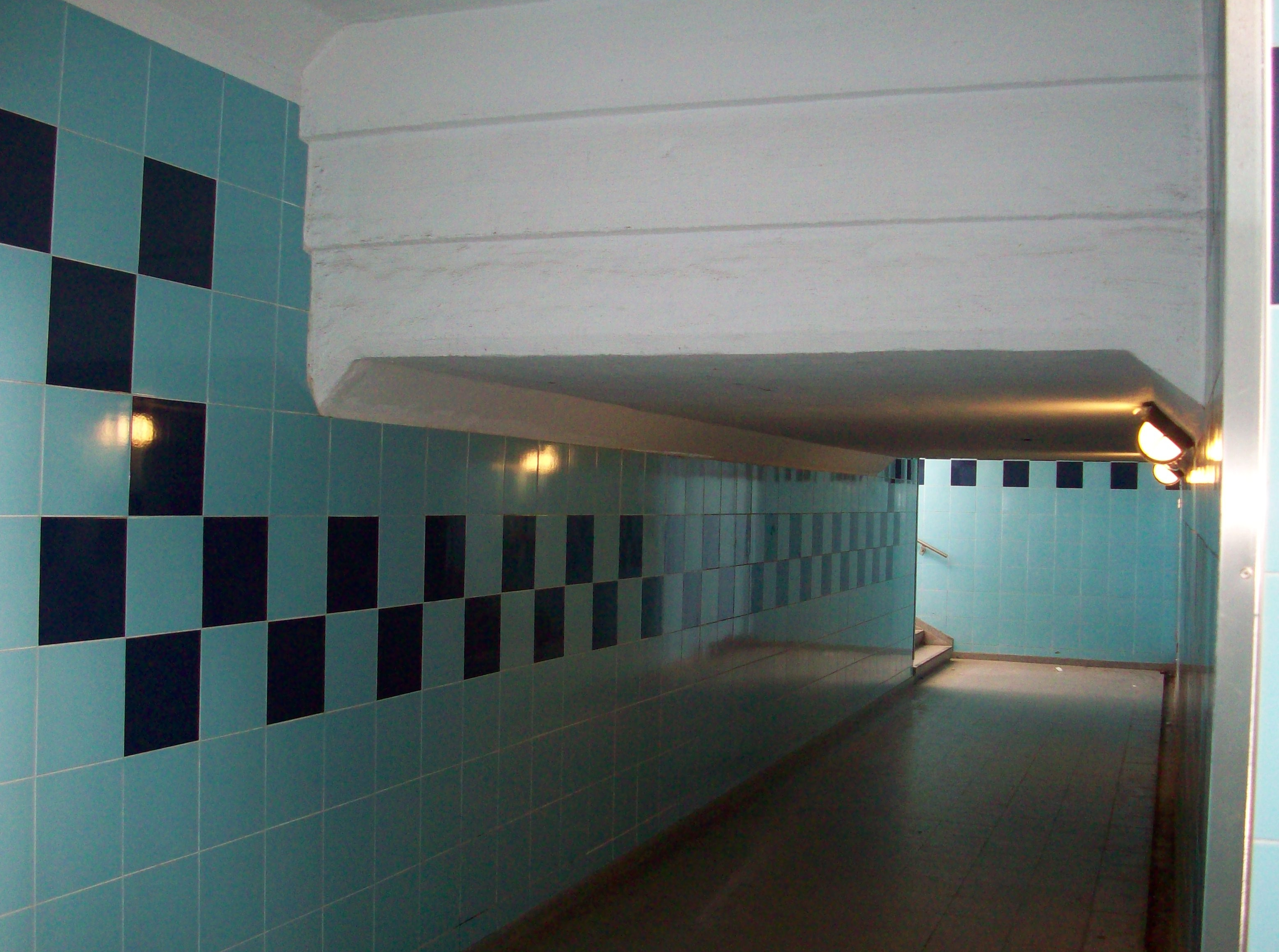
Passage sous voies et accès aux quais.
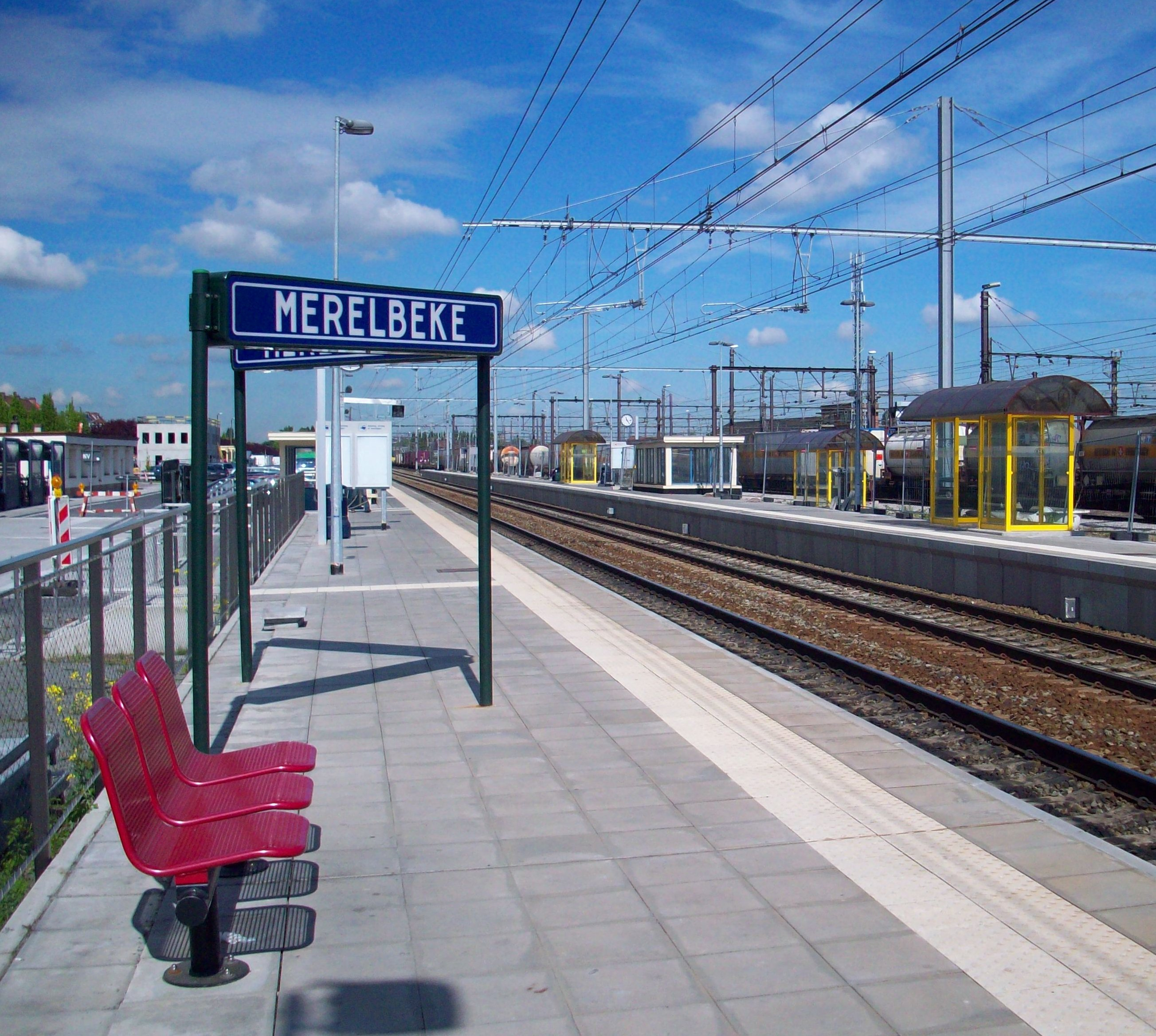
Voies, quais et abris.